# 月本えり
月本 えり（つきもと えり、1984年3月3日 - ）は、神奈川県出身のは女性ファッションモデル、タレント、DJ。
動物好き。
よいしょがうまいこと、自他共に認めている。喫煙者である。

## 出演

### 雑誌
- セブンティーン（集英社）専属モデル
- ViVi（講談社）読者モデル
- S Cawaii!（主婦の友社）読者モデル
- CanCam（集英社）読者モデル

### テレビ番組
- オビラジR（TBS、2006年10月 - ）オビガールとして出演
- 女神サーチ（TBS、2009年7月 - 2010年3月）レギュラー出演